# Сани (певица)
Сани е българска попфолк певица.

## Биография
Сани е родена като Наталия Петрова Пенова[източник? (Поискан преди 66 дни)] на 29 август 1977 г. в Кюстендил[източник? (Поискан преди 66 дни)].
През 1998 година големият попфолк издател „Ара Аудио-видео“ издава дебютния албум на Сани „Влюбени сърца“. През 1999 г. записва песента „Ах, банана“, която оглавява едноименния ѝ втори самостоятелен албум, определян като един от най-пошлите в попфолка. От него излизат и песните „Не продавам секс“, „Богат и надарен“, но в най-голям хит се превръща дуетът ѝ с Панко „Скитнице“.
През 2000 г. издава своя трети албум „Щастливо влюбена“. През 2003 г. издава с „Милена рекърдс“ последния си албум „Ти си за мен“. Към 2017 година е служител на Летище София. През 2020 г., след продължително отсъствие от сцената, прави видеоклип към старата си балада „И на оня свят“.

## Дискография
Студийни албуми
- Влюбени сърца (1998)
- Ах, банана (1999)
- Щастливо влюбена (2000)
- Ти си за мен (2003)